# Batteriförordningen
Batteriförordningen, även känd som förordning (EU) 2023/1542, är en europeisk förordning som kommer reglera batterier och förbrukade batterier inom Europeiska unionen. Den utgör en del av unionens harmoniseringslagstiftning för den inre marknaden och unionens miljöpolitik. Förordningen utfärdades av Europaparlamentet och Europeiska unionens råd den 12 juli 2023 och den träder i kraft den 17 augusti 2023. Större delen av förordningen blir dock tillämplig först den 18 februari 2024.
Förordningen reglerar bland annat krav på hållbarhet, säkerhet, etikettering, märkning och information för att batterier ska få släppas ut på den inre marknaden eller tas i bruk inom unionen.
Som förordning kommer den vara direkt tillämplig inom hela unionen. Därutöver väntas den genom EES-avtalet även bli tillämplig i Island, Liechtenstein och Norge.